# Ana Brnabić
Ana Brnabić (en serbio: Ана Брнабић; Belgrado, 28 de septiembre de 1975) es una economista y política serbia que ocupó el cargo de primera ministra del país desde 2017 hasta 2024.
Formada en Estados Unidos y en Reino Unido, regresó a Serbia en 2002 y trabajó en la promoción de las energías renovables. En 2016 fue nombrada Ministra de Administraciones Públicas y Asuntos Locales por Aleksandar Vučić. Sin afiliación partidista, fue nombrada en 2017 Jefa de Gobierno de Serbia por Vučić. Es la primera mujer y la primera persona abiertamente homosexual que ocupa el cargo de presidenta del gobierno de Serbia y la quinta persona abiertamente homosexual del mundo que preside un gobierno nacional, después de Jóhanna Sigurðardóttir, Elio Di Rupo, Xavier Bettel y Leo Varadkar. En octubre de 2019 se unió al Partido Progresista Serbio.

## Biografía

### Estudios
Al finalizar sus estudios secundarios en 1994 abandonó Yugoslavia para estudiar en Estados Unidos. Inscrita a la Universidad de Northwood, en el estado de Míchigan, siguió un curso en administración que terminó en 1998. Completó su diploma con una maestría de la Universidad de Hull, en el Reino Unido.

### Trayectoria profesional
Regresó a Serbia en 2002. En el inicio trabajó como relaciones públicas para el programa de desarrollo agrícola, posteriormente en 2011 trabajó en el programa Continental Wind Serbia, que promovía el recurso a las energías renovables. Dos años más tarde asumió su dirección.

### Ministra
El 11 de agosto de 2016 fue nombrada Ministra de Administraciones Públicas y de Asuntos Locales en el nuevo gobierno formado por Aleksandar Vučić.
Dado que asume abiertamente ser lesbiana en un país donde el 80 % de la población se declara cristiana ortodoxa y donde las marchas del orgullo gay son objeto de violencias e incluso anuladas, el nombramiento fue percibido por las ONG como un momento histórico. Vučić declaró al respecto "sus orientaciones personales no me interesan, solo los resultados de su trabajo cuentan".

### Presidenta de gobierno
El 15 de junio de 2017, Ana Brnabić fue propuesta a la Asamblea nacional para asumir la presidencia del gobierno por Vučić, ahora presidente de la República. Es la primera mujer y la primera persona abiertamente homosexual elegida para ejercer esta responsabilidad. Asumió el cargo que ocupa desde el 29 de junio de 2017.
Mientras que el jefe del estado considera que “posee las calidades personales y profesionales para ejercer sus funciones”, ella ha declarado que “servir a mi país es el honor más grande. Trabajaré de manera responsable con amor y honestidad”. Precisando que no es activista LGBT, estima que la situación de los homosexuales mejora "lentamente" en Serbia pero que la homofobia sigue siendo un problema. Explica no comprender “porque (su) orientación sexual es importante” y que juzga que “lo que es importante, es la capacidad profesional para cumplir un trabajo honesto, amar su patria y trabajar en interés de su país”.
Presentada como favorable a la integración europea, estaría encargada principalmente de poner en marcha las reformas económicas mientras que Vučić continuaría liderando la política extranjera e interior, permitiéndole así mantener el poder dando signos de apertura.